# 2-я стрелковая дивизия (3-го формирования)
2-я стрелковая дивизия (формирования ноября 1941 года) — воинское соединение Вооружённых сил СССР в Великой Отечественной войне.

## История дивизии
Сформирована 23 ноября 1941 года приказом по Приморской армии № 00011 на базе 2-й кавалерийской дивизии в Севастополе в связи с почти полной утерей конного состава.
В действующей армии с 23 ноября 1941 по 29 января 1942. Участвовала в обороне Севастополя, южный сектор.
На момент формирования состав дивизии включал:
- Управление дивизии: комначсостав 65 человек, младший комсостав 18 человек, рядовой состав 70 человек. Легковых машин — 2, грузовых — 4, винтовок и карабинов — 50, ручных пулемётов — 1, ППД — 5.
- Сводный полк НКВД (два батальона, третий на формировании). Общая численность полка 1345 человек, две 45-мм пушки, 17 миномётов, 987 винтовок и карабинов, 9 станковых и 14 ручных пулемётов, 3 полевые кухни, 2 радиостанции.
- 383-й полк. Общая численность полка 1211 человек, вооружение 912 винтовок и карабинов, 5 станковых и 12 ручных пулемётов, 2 миномёта.
- 1330-й полк. 1314 человек, все со стрелковым оружием, две 76-мм пушки, две 45-мм пушки, 19 миномётов.
- 51-й артполк двухдивизионного состава. В каждом дивизионе две батареи по два орудия (пушки-гаубицы МЛ-20, всего 8 шт.)[1]

В ходе боевых действий в составе дивизии были созданы подразделения:
- Заградительный батальон. Создан в ноябре 1941 г. В составе батальона 2 роты.
- Отдельный миномётный дивизион. Сформирован в декабре 1941 г.
- Отдельная сапёрная рота. Создана в декабре 1941 г.
- Отдельный батальон связи. Создан в декабре 1941 г.[1]

17 декабря 1941 года с началом 2-го штурма, противник повёл активные действия, правда, носившие демонстративный характер. Сначала в 7 часов с высоты 386.6 атаковали два взвода немецкой пехоты (124-й ПП 72-й ПД), затем, около 9 часов, снова последовала атака незначительными силами. В отражении этих двух атак, бойцам 1-го батальона 383-го полка содействовали зенитчики 3-й батареи 2-го ЗенАП. В ночь с 17 на 18 декабря, 1-й батальон 383-го полка вновь получил задание овладеть тремя домами на юго-восточных скатах высоты 212.1. В ходе ночного боя захвачен язык. При допросе он показал, что в ходе боевых действий его рота понесла тяжёлые потери. Из 178 человек на данный момент в ней осталось всего 67 человек. Штаб батальона в это время находился на высоте 212.1, штаб полка в Варнутке, штаб дивизии в Байдарах. Потери в этой атаке составили 37 человек убитыми (в их числе два командира взвода).
20 декабря 1941 года части дивизии вели артиллерийский, миномётный и пулемётный огонь по позициям противника и его огневым точкам. Разведкой было установлено, что на высоте 440.8 установлена тяжелая батарея противника из двух тяжёлых орудий и трёх миномётов, при этом противник ведёт на этой высоте окопные работы. При обстреле нашей артиллерией (51-й АП) уничтожена миномётная батарея, окопные работы были прекращены.
Диспозиция дивизии на 20 декабря 1941. Сводный полк НКВД занимал границу справа: высота 57.7, отдельные строения на северных скатах, слева 99.4 включительно, оборона по западным скатам высоты «Старая крепость» и высоты 99.4. 1-й батальон 383-го полка занимал позиции от северных скатов высоты 212.1 до совхоза Благодать. Далее шли позиции 1330-го полка.
25 декабря 41 г. 2-й батальон 1330-го полка переброшен во 2-й сектор обороны, в район Итальянского кладбища.
27 декабря 41 г. Части 1-го сектора находятся в прежнем положении. В 1-м секторе во время 2-го штурма наблюдалось затишье. В то время как в Севастополе в срочном порядке формировали сводные батальоны из последних резервов, ни одного бойца, до конца 2-го штурма, из 1-го сектора не забрали. Численность личного состава дивизии не только не уменьшилась, но и увеличилась, за счёт пополнений.
30.12.41 г. по приказу командующего Приморской армией была произведена перегруппировка. В распоряжение 1-го сектора прибыла 388-я дивизия, сменившая на позициях 1330-й полк, который сдвинулся левее, на позиции 161-го полка, снятого и отправленного севернее. При этом один батальон 1330-го полка был выведен в резерв. За счёт ввода 388-й дивизии был выведен в резерв и 1-й батальон 383-го полка.
Первой значимой операцией в 1-м секторе стало новогоднее наступление. 31 декабря 41 г. в 15 часов был получен приказ командующего армией перейти в наступление 1 января 1942 г., с задачей овладеть высотами 212.1 и 440.8 и закрепиться на них. Выполняя боевой приказ командующего армией № 0028 и приказ командующего дивизией № 007, две роты 2-го стрелкового батальона и одна рота 1-го батальона полка НКВД, после артиллерийско-миномётной подготовки, перешли в наступление с задачей овладеть высотой 212.1 и хутором юго-восточнее высоты.
В 10.20 1 января 1942 г. начав штурм указанной высоты, роты вышли на линию 100 метров ниже первой траншеи противника юго-западнее высоты 212.1. При наступлении части были встречены ураганным миномётно-пулемётным огнём с высоты 386.6 и автоматным огнём с высоты 212.1. Понеся большие потери, роты к вечеру заняли прежние позиции.
Из воспоминаний М. Розина: «Ровно в 9 часов 1.01.42г. началась артподготовка на высоту 212.1, и весь огонь и дальнобойное орудие обернулось на эту высоту…
И наши войска были в готовности овладеть высотой, ждали приказа. Когда через 45 минут прекратили огонь, батальон занявший оборону вокруг высоты, поднялся в атаку с трёх сторон. В это время противник с высоты 386.6 открыл ураганный огонь по нашим войскам, и многим нашим не пришлось вернуться обратно. Но больше было раненых. … Медсестра Тамара вынесла 41 раненого, на 42-м была тяжело ранена сама….
Хочу добавить к этому бою, что проходил он неважно. Мне не нравится его разработка. Почему? Потому что огонь, начатый на высоту 212.1, вёлся неправильно, нужно было весь огонь направить на 386-ю высоту, а 212-й было достаточно и 3 миномётов. И наступление нужно было делать не на 212-ю высоту, а полным ходом, под полным прикрытием нужно было делать на 386-ю высоту. Но я только солдат-разведчик, и в такие вопросы вмешиваться не могу…»
Атака в лоб на крутые склоны высоты 212.1, на которой находится форт «Северный», изначально была труднореализуема. Система полудолговременных Балаклавских фортов как раз и строилась с расчётом штурма их стрелковыми частями. Подавить немецкие огневые точки было нечем: атакующие имели мало пулемётов, и почти не имели полковой артиллерии. Разведчики полка много раз ходили в разведку, и все эти обстоятельства были известны, но их не учли.
1.01.42 г. 1-й и 2-й батальоны 383-го полка на машинах был переброшены в район станции Мекензиевы горы, и введены в бой против немецкого 16-го пехотного полка 22-й ПД в районе отметки 60.0 (высота Героев). В этом бою, батальоны потеряли убитыми 47 человек. На второй день потери составили 37 человек. Был ранен командир батальона старший лейтенант Морозов И. Г.
3.01.42 г. батальоны 383-го полка снимаются с позиций, и отводятся для посадки на боевые корабли. Готовится Евпаторийский десант.
В составе первого эшелона десанта было достаточно много бойцов батальона МПО НКВД (около ста человек).
Остальной личный состав 383-го полка и остатки 2-го полка морской пехоты должны были стать вторым эшелоном Евпаторийского десанта. Возглавить его должен был командир 2-го ПМП капитан Н. Н. Таран. Но, в связи с гибелью первого эшелона, второй эшелон не высаживался.
Батальону был дан трёхдневный отдых на мысе Феолент, одновременно, производилось переформирование частей. Остатки двух батальонов 11 января 1942 г. были слиты в один батальон 383-го полка, (командир М. Титочка), было начато формирование нового второго батальона, командиром которого был назначен капитан В. Бондарь.
Остававшиеся на своих позициях в районе Балаклавы сводный полк НКВД и 1330-й полки 2 и 3-го января пытались перейти в наступление, но неудачно. 1-й батальон 1330-го полка (1-я и 2-я роты) и 2-й батальон (5 и 6-я роты) 1330-го полка, пытались отрезать немцев на высоте 386.6 Части продвинулись вперед, но наткнувшись на минное поле залегли.
Сводный полк НКВД 3.01.42 г. повёл небольшими силами разведку боем. Группа около 14 часов была накрыта пулемётным, а затем в 15:20 миномётным огнём.
В ходе боев у станции Мекензиевы горы 383-му полку удалось отбить у противника два орудия, ранее принадлежавшее Богдановскому 265-му полку, захваченное в ходе 2-го штурма.
10.01.42 г. 1-й и 2-й батальоны 1330-го полка поступили в распоряжение коменданта 3-го сектора. Батальоны на позициях сменил 773-й полк 388-й дивизии. 3-й батальон 1330-го полка остался на прежних позициях в районе посёлка Благодать. В этот же день, 383-й полк (без 3-го батальона), находившийся на переформировании, получил приказ о передислокации в 3-й сектор.
Перед переброской, 383-й полк был пополнен до двух батальонов по 600 человек в каждом.
Из журнала боевых действий: «17.01.42 г. части дивизии занимают прежнее положение. 1-й и 2-й батальоны 383-го полка и 1-й и 2-й батальоны 1330-го полка, действуют в 3-м секторе, по овладению высотой 115.7 и 90.0 (высота Трапеция). Особенно отличились в овладении высотами 2-й батальон 1330-го полка (командир капитан Говорунов) и 2-й батальон 383-го полка (командир капитан Бондарь). …
В результате боев, два батальона 1330-го полка и части 383-го полка вышли на юго-западные скаты высоты 292.0 и овладели высотой 115.7. 
383-й полк был в затруднительном положении, но разведкой боем, в течение 14 января, подразделениями 2-го батальона, и 15-го января подразделениями 1-го батальона, выяснилось, что в полосе наступления полка противник насчитывает 200—250 человек пехоты, 2-3 миномётных батареи и 12 пулемётов, находящиеся в дотах и дзотах. Для наступления на высоту 115,7 383-й полк имел приданными: один дивизион (152 мм пушки) и танковую роту (7 танков Т-26). В 9.00. 17.01.42г. 383-й полк атаковал высоту, попав под сильный артминометный огонь. В 17 и в 18 часов противник дважды переходил в контрнаступление, но хорошо организованной обороной был отбит. Танки ввиду пересечённой местности результатов не показали. Части понесли тяжёлые потери»
Высота 115.7 была взята в результате ночного боя с 17 на 18 января. Ночной бой в лесистой местности на плато Мекензиевых гор закончился полным поражением немецких войск.
20.01.42 г. батальоны 383-го полка были отведены на отдых в район Георгиевского монастыря.
Боевые действия частей 2-й дивизии в 3-м секторе привели к большим потерям. Количество раненых превысило восемьсот человек, то есть батальоны потеряли до 30 % личного состава. Сразу по возвращении в 1-й сектор 2-я рота 1-го батальона была выведена на передовую в районе совхоза Благодать. Два батальона 1330-го полка временно остались в распоряжении коменданта 3-го сектора. На позициях 1-го сектора появилась артиллерия 388-й СД.
По состоянию на 20.01.42г. дивизией получено пополнение. После получения пополнения общая численность дивизии составляла 6416 человек.
26.01.42 г. были намечены мероприятия по инженерному оборудованию рубежей:
1. В течение 2-3 дней оборудовать в инженерном отношении высоту 164.9.
2. Рубеж от высоты 164.9 до Федюхиных высот прикрыть противотанковыми минами.
3. С целью экономии живой силы на участка 383-го полка и полка НКВД, провести следующие мероприятия:
  - на западных скатах высоты 212.1 установить минные поля и часть подразделений отвести в резерв.
  - оборудовать два батальонных опорных пункта на рубеже Кадыковка — изгиб балаклавской дороги — высота 123.3 и прикрыть весь рубеж минами.
  - установить управляемые фугасы на Ялтинском шоссе у развилки дорог, оборудовать укрытия для сапёров, замаскировать и закопать все сапёрные провода. Подчинить сапёров командирам подразделений[4].

29 января 1942 года переименована в 109-ю стрелковую дивизию.

## Подчинение
| Дата                | Фронт (округ)    | Армия            | Корпус (группа) | Примечания |
| ------------------- | ---------------- | ---------------- | --------------- | ---------- |
| 23 ноября 1941 года |                  | Приморская армия |                 |            |
| 1 декабря 1941 года |                  | Приморская армия |                 |            |
| 1 января 1942 года  | Кавказский фронт | Приморская армия |                 |            |

## Состав
- 383-й стрелковый полк
- 1330-й стрелковый полк
- сводный полк пограничных войск НКВД
- 51-й артиллерийский полк
- 105-й медико-санитарный батальон
- 881-я полевая почтовая станция

## Командиры
- Новиков, Пётр Георгиевич, генерал-майор — (23.11.1941 — 29.01.1942)